# 청령포초등학교
청령포초등학교는 대한민국 강원특별자치도 영월군에 있는 공립 초등학교이다.

## 학교 연혁
- 1964.03.21 영월국민학교 청령분교장 인가
- 1969.03.01 청령국민학교 승격
- 1969.03.10 청령국민학교 개교
- 1971.02.16 제1회 졸업식 거행(남:16, 여:17 계:33명)
- 1972.02.15 제2회 졸업식 거행(남:27, 여:26 계:53명)
- 1972.09.01 제2대 전한준 교장 부임
- 1973.02.12 제3회 졸업식 거행(남:17, 여:32 계:49명)
- 1974.02.11 제4회 졸업식 거행(남:31, 여:16 계:47명)
- 1974.09.01 제3대 남용준 교장 부임
- 1975.02.15 제5회 졸업식 거행(남:15, 여:18 계:33명)
- 1975.09.01 제4대 원동식 교장 부임
- 1976.02.19 제6회 졸업식 거행(남:26, 여:14 계:40명)
- 1977.02.14 제7회 졸업식 거행(남:12, 여:24 계:36명)
- 1978.02.10 제8회 졸업식 거행(남:22, 여14 계:36명)
- 1979.02.22 제9회 졸업식 거행(남:22, 여:18 계:40명)
- 1980.02.19 제10회 졸업식 거행(남:21, 여:14 계:35명)
- 1980.09.01 제5대 이재학 교장 부임
- 1981.02.20 제11회 졸업식 거행(남:23, 여:13 계:36명)
- 1981.03.02 청령국민학교 병설 유치원 개원
- 1982.02.20 제12회 졸업식 거행 40명(482명)
- 1983.02.18 제13회 졸업식 거행 31명(513명)
- 1983.09.01 제6대 고이규 교장 부임
- 1984.02.23 제14회 졸업식 거행 40명(553명)
- 1985.02.22 제15회 졸업식 거행 34명(587명)
- 1985.09.01 제7대 신재문 교장 부임
- 1986.02.19 제16회 졸업식 거행 20명(607명)
- 1987.02.20 제17회 졸업식 거행 28명(635명)
- 1988.02.22 제18회 졸업식 거행 19명(654명)
- 1989.02.18 제19회 졸업식 거행 18명(672명)
- 1990.02.17 제20회 졸업식 거행 16명(688명)
- 1991.02.20 제21회 졸업식 거행 13명(701명)
- 1992.02.19 제22회 졸업식 거행 14명(715명)
- 1993.02.17 제23회 졸업식 거행 10명(725명)
- 1994.02.18 제24회 졸업식 거행
- 1994.09.01 제9대 신태화 교장 부임
- 1995.02.18 제25회 졸업식 거행 9명(745명)
- 1996.03.01 청령초등학교 개칭
- 1997.02.18 제27회 졸업, 유치원 16회 졸업
- 1998.02.19 제28회 졸업, 유치원 17회 졸업(초 763명, 유치원188명)
- 1998.03.01 제10대 김교탁 교장 부임
- 1999.02.19 제29회 졸업, 유치원 18회 졸업(초765명, 유치원 193명)
- 2001.02.16 제31회 졸업 (남:1, 여:3 계:4)
- 2002.02.18 제32회 졸업 (남:1, 여:5 계:6)
- 2002.09.01 제12대 교장 지태수 부임
- 2003.02.14 제33회 졸업식 거행
- 2003.03.28 청령전통예절학습관 개관식
- 2004.11.19 증축교사 준공식
- 2005.03.01 제13대 이강무 교장 부임
- 2005.11.23 학교도서관 개관
- 2006.02.16 제34회 졸업식 및 종업식
- 2006.09.01 제14대 이봉우 교장 부임
- 2008.02.14 제36회 졸업식 거행(786명)
- 2008.03.01 4학급 편성 (유치원1학급)
- 2008.12.04 제15대 이해수 교장 부임
- 2009.02.12 제37회 졸업식 거행(789명)
- 2009.03.01 4학급 편성(유치원 1학급)
- 2009.06.15 운동장 배수로 공사
- 2009.12.31 교육활동 유공 학교표장(교육감)
- 2010.02.09 제38회 졸업식 거행(797명)
- 2010.03.02 5학급 편성(유치원 1학급)
- 2011.02.11 제39회 졸업식 거행(801명)
- 2011.03.01 제16대 장기하 교장 부임
- 2011.03.01 5학급 편성(유치원1학급)
- 2012.02.10 제40회 졸업식 거행(807명)
- 2012.03.01 6학급 편성(유치원1학급)
- 2013.02.14 제41회 졸업식 거행(811명)
- 2013.03.01 제17대 이재수 교장 부임
- 2013.03.01 6학급 편성(유치원 1학급)
- 2014.02.13 제42회 졸업식 거행(820명)
- 2014.03.01 6학급 편성(유치원 1학급)
- 2014.09.01 제18대 함경환 교장 부임
- 2015.02.13 제43회 졸업식 거행(827명)
- 2015.03.01 6학급 편성(유치원 1학급)
- 2017.03.01 청령포초등학교로 개칭

## 참고 자료
- 청령포초등학교 - 한국교육학술정보원 학교알리미